# Plinthocoelium columbinum
Plinthocoelium columbinum là một loài bọ cánh cứng trong họ Cerambycidae.